# Dúbrava (Levoča)
Dúbrava (em húngaro: Szepestölgyes; alemão: Eichendorf, Dubrawetz, Brutowetz) é um município da Eslováquia, situado no distrito de Levoča, na região de Prešov. Tem 9,62 km² de área e sua população em 2018 foi estimada em 319 habitantes.

## Demografia
| Ano:        | 1994 | 2004   | 2014    | 2024   |
| ----------- | ---- | ------ | ------- | ------ |
| Broj ljudi: | 337  | 368    | 330     | 332    |
| Razlika:    |      | +9,19% | -10,32% | +0,60% |

| Ano:               | 2023 | 2024   |
| ------------------ | ---- | ------ |
| Número de pessoas: | 330  | 332    |
| Diferença:         |      | +0,60% |